# Mistrzostwa Polski w piłce siatkowej kobiet (1939)
Mistrzostwa Polski w piłce siatkowej kobiet 1939 – 10. edycja rozgrywek o mistrzostwo Polski w piłce siatkowej kobiet. Rozgrywki miały formę turnieju rozgrywanego w Katowicach. W turnieju mogły wziąć udział drużyny, które zwyciężyły w eliminacjach okręgowych, oraz aktualny mistrz Polski.

## Rozgrywki
Uczestniczące w mistrzostwach drużyny zostały podzielone na dwie grupy, z których do finału kwalifikowały się po dwa zespoły. W grupach i w finale grano systemem każda drużyna z każdą.
- Grupa I : AZS Warszawa, Stradom Częstochowa, Olsza Kraków,  KPW Katowice.

 Wyniki grupy I
| Data       | Drużyna 1    | Wynik | Drużyna 2           | Sety         |
| ---------- | ------------ | ----- | ------------------- | ------------ |
| 20.01.1939 | Olsza Kraków | 2:0   | KPW Katowice        | 15:12, 15:7  |
| 20.01.1939 | AZS Warszawa | 2:0   | Stradom Częstochowa | 15:6, 15:13  |
|            |              |       |                     |              |
| 21.01.1939 | Olsza Kraków | 2:0   | Stradom Częstochowa | 15:8, 15:8   |
| 21.01.1939 | AZS Warszawa | 2:0   | KPW Katowice        | 16:14, 15:11 |
|            |              |       |                     |              |
| 21.01.1939 | KPW Katowice | 2:0   | Stradom Częstochowa | 15:8 15:2    |
| 21.01.1939 | AZS Warszawa | 2:0   | Olsza Kraków        | 15:9, 15:9   |

- Grupa II: AZS Lwów, HKS Znicz Łódź, Polonia Warszawa, KPW Pomorzanin Toruń.

 Wyniki grupy II
| Data       | Drużyna 1        | Wynik | Drużyna 2        | Sety                |
| ---------- | ---------------- | ----- | ---------------- | ------------------- |
| 20.01.1939 | AZS Lwów         | 2:1   | HKS Znicz Łódź   | 11:15, 15:11, 15:13 |
| 20.01.1939 | Polonia Warszawa | 2:0   | Pomorzanin Toruń | 15:10, 15:13        |
|            |                  |       |                  |                     |
| 21.01.1939 | HKS Znicz Łódź   | 2:1   | Polonia Warszawa | 10:15, 15:6, 15:13  |
| 21.01.1939 | Pomorzanin Toruń | 2:0   | AZS Lwów         | 15:13, 15:12        |
|            |                  |       |                  |                     |
| 21.01.1939 | Polonia Warszawa | 2:1   | AZS Lwów         | 15:8, 14:16, 15:8   |
| 21.01.1939 | HKS Znicz Łódź   | 2:1   | Pomorzanin Toruń | 16:14, 15:17, 16:14 |

 Wyniki fazy finałowej 
| Data       | Drużyna 1        | Wynik | Drużyna 2        | Sety                |
| ---------- | ---------------- | ----- | ---------------- | ------------------- |
| 22.01.1939 | AZS Warszawa     | 2:0   | HKS Znicz Łódź   | 16:14, 15:6         |
| 22.01.1939 | Polonia Warszawa | 2:1   | Olsza Kraków     | 15:11, 11:15, 15:10 |
|            |                  |       |                  |                     |
| 22.01.1939 | HKS Znicz Łódź   | 2:1   | Olsza Kraków     | 10:15, 15:5 15:9    |
| 22.01.1939 | Olsza Kraków     | 2:1   | AZS Warszawa     | 12:15 17:15 15:12   |
|            |                  |       |                  |                     |
| 22.01.1939 | HKS Znicz Łódź   | 2:0   | Polonia Warszawa | 15:11, 15:10        |
| 22.01.1939 | AZS Warszawa     | 2:0   | Polonia Warszawa | 16:14 15:6          |

W myśl nowego regulaminu przy równej liczbie zwycięstw o tytule zdecydowało dodatkowe spotkanie między zainteresowanymi drużynami.
| Data       | Drużyna 1    | Wynik | Drużyna 2      | Sety                |
| ---------- | ------------ | ----- | -------------- | ------------------- |
| 22.01.1939 | AZS Warszawa | 2:1   | HKS Znicz Łódź | 15:10, 11:15, 15:11 |

Mecz o 5 miejsce
| Data       | Drużyna 1        | Wynik | Drużyna 2    | Sety         |
| ---------- | ---------------- | ----- | ------------ | ------------ |
| 22.01.1939 | Pomorzanin Toruń | 2:0   | KPW Katowice | 15:11, 15:13 |

Mecz o 7 miejsce
| Data       | Drużyna 1           | Wynik  | Drużyna 2 | Sety       |
| ---------- | ------------------- | ------ | --------- | ---------- |
| 22.01.1939 | Stradom Częstochowa | 2:0 wo | AZS Lwów  | 15:0, 15:0 |

## Składy drużyn medalistów mistrzostw Polski
- AZS Warszawa:  Barbara Stefańska-Olszewska, Danuta Stefańska, Irena Brzustowska, Halina Bruszkiewicz, Grabowska, Edyta Holfeier-Kozłowska, Zofia Wardyńska, Jadwiga Biegańska-Grabowska.
- HKS Łódź: M. Adamska, W. Wilmańska I, Zofia Wilmańska II, Leokadia Zelżanka I, Stanisława Zelżanka II, Aurelia Latkówna, Janina Turant, Mieczysława Hołyszewska.
- Olsza Kraków: Węglarska, Szymanek, Jelonek, Korwat, Popłatkówna I, Popłatkówna II, Dęsikówna, Henius.
- Polonia Warszawa: Kamecka Irena, Wiewiórska Halina, Szulmayer Helena, Damska Helena, Żarkowska Aleksandra, Balcerkówna Stanisława, Bielakówna Maria, Rapińska Irena, Bronickówna Maria, Danowska Halina.
- KPW Pomorzanin Toruń: Zkrzypnik Maria, Lewan dowska Elżbieta, Stawska Maria, Suplicka Leokadia, Wiśniewska Leokadia, Kryczyńska Janina, Sinoracka Melania, Markiewiczówna Joanna, Mamerska Urszula.
- KPW Katowice: Pszowska I, Pszowska II, Głodnikówna Maria, Głodułkówna Jadwiga, Biskupówna Eryka, Biskupówna Charlota, Kosmalska Władysława.
- Stradom Częstochowa: Fabiszewska Anna, Kościelna Irena, Kotówna Helena, Świderska Henryka, Florczyk Maria, Małolepsza Ksawera, Opara Irena, Tomaszewska Saturina, Mądrzyk Róża, Opara Genowefa, Śliwczyński Stanisława.
- AZS Lwów: Klimczukowa Jadwiga, Wójcicka Zofia, Jaworska Jadwiga, Niewiarowska Zofia, Kremerówna Krystyna, Wenzlówna Danuta, Sydorówna Maria, Gregorówna Elżbieta, Filipowiczówna Maria.

## Klasyfikacja końcowa
| Miejsce | Drużyna              | Zwycięstwa | Sety | Punkty |
| ------- | -------------------- | ---------- | ---- | ------ |
| złoto   | AZS Warszawa         |            |      |        |
| 2.      | HKS Znicz Łódź       |            |      |        |
| 3.      | Olsza Kraków         |            |      |        |
| 4.      | Polonia Warszawa     |            |      |        |
| 5.      | KPW Pomorzanin Toruń |            |      |        |
| 6.      | KPW Katowice         |            |      |        |
| 7.      | Stradom Częstochowa  |            |      |        |
| 8.      | AZS Lwów             |            |      |        |